# Zoe Leonard
Zoe Leonard, née en 1961, est une artiste américaine, photographe et sculptrice.
Depuis la fin des années 1980, son travail est présenté dans un certain nombre d'expositions majeures, dont Documenta IX et Documenta XII, et à Whitney Biennial en 1993, 1997 et 2014.

## Biographie
Zoe Leonard est née en 1961 à Liberty, dans l'État de New York,,. À 16 ans, elle arrête l'école et commence à pratiquer la photographie, en autodidacte et en militante féministe,. Elle passe la majorité de sa vie d'adulte à New York, dont l'environnement urbain constitue une source d'inspiration centrale pour son travail (trottoirs, devantures de boutiques, immeubles d'habitation, graffiti, immeubles abandonnés). Elle accède à une reconnaissance internationale après la Documenta 9 en 1992, où elle intervient dans un accrochage au musée  Neue Galerie (de) de Kassel. Dans ce musée, elle fait décrocher les tableaux où l’on voit des hommes, et les remplace par des photos noir&blanc de vulves de ses amies qu’elle a faites, frontales et en plan rapproché,.

## Carrière
De ses premières photographies aériennes à ses images de scénographie d'exposition en passant par ses maquettes anatomiques et ses défilés de mode, l'essentiel de son travail traite du cadre, de la classification et de l'agencement du regard. Elle explique dans une de ses interviews : « Plutôt que n'importe quel sujet ou genre (paysage, portrait, nature morte, etc), j'étais et je suis toujours engagée dans une réflexion simultanée sur le sujet et son point d'observation, la relation entre le spectateur et le monde — en bref, la subjectivité et comment celle-ci influence notre expérience du monde ».
Zoe Leonard est une activiste queer et est aussi engagée dans la lutte contre le SIDA à New York dans les années 1980 et 1990. « Très jeune, j'ai rassemblé autour de moi une communauté d'artistes et de gens très radicaux, qui sont devenus ma famille de substitution », confie-t-elle ultérieurement, « Mais vers mes 20 ans, tous ont commencé à mourir du sida [...] C'est un sentiment d'autant plus bouleversant que toute mon enfance a été hantée par l'idée de perte : de ma famille d'origine polonaise, dont beaucoup de membres ont disparu pendant la guerre, à la perte de mon père, disparu très tôt ». Elle devient artiste via son engagement au sein d'Act Up, et co-fonde deux collectifs artistiques lesbiens : Gang et Fierce Pussy,.
En 1995, elle organise une exposition dans son studio, situé à Manhattan, présentant l'œuvre Strange Fruit, une installation de diverses peaux de fruits (oranges, bananes, pamplemousses, citrons) que Leonard conserve puis coud à la main avec du fil de fer.  Strange Fruit est née d'une réponse profondément personnelle aux pertes de l'épidémie de sida et, en tant que méditation sur le deuil, elle est devenue une œuvre majeure des années 1990. Strange Fruit est exposé depuis 1998 au Philadelphia Museum of Art.
Au milieu des années 1990, Zoe Leonard passe deux années dans une zone reculée de l'Alaska, une expérience qui influence une grande partie de ses œuvres ultérieures, mettant souvent en avant les relations entre les humains et le monde naturel. L'arbre devient un des motifs principaux de son travail, notamment avec les arbres reconstruits qu'elle installe à la Sécession viennoise en 1997, ou avec de nombreuses photos d'arbres en milieu urbain emprisonnés dans des grillages métalliques.

## Le projetAnalogue
Entre 1998 et 2009, Zoe Leonard se consacre au projet monumental Analogue,. Elle commence ce projet en photographiant des devantures de petits magasins de son quartier à New York. Ceux-ci peinent à résister face à la gentrification et à l'installation des grandes chaînes de boutiques. Finalement, ce projet prend une ampleur considérable et la mène en Europe, en Afrique, en Asie et en Amérique Latine où elle suit le parcours de nombreux biens de consommation, de leur production (souvent dans des pays pauvres) à leur vente (dans des pays riches) puis à leur recyclage ou seconde vie (souvent dans des pays pauvres à nouveau). Elle prend ces objets ou sacs de marchandise en photo avec un Rolleiflex vintage de 1940. Cet ensemble de 412 tirages est entré dans la collection du MoMA en 2013 et dans celle du Reina Sofia, il est également édité sous forme de livre (publié par le Wexner Art Center et MIT Press) avec un portfolio de 40 tirages. Pour Analogue, Zoe Leonard se dit influencée par Eugène Atget et Walker Evans et par leur manière de reconsidérer le rôle de la photographie en leur temps. À sa manière, elle aussi veut explorer les transformations du marché global et leurs implications : changement du travail de chacun, bouleversement des relations sociales ; elle met ces problématiques en parallèle avec l'arrivée de l'image numérique face à l'argentique,.
En 2009, dans The New York Times, le critique d'art Holland Cotter décrit Analogue en ces termes :

« Dans ses images frontales de devantures, une disposition de chaussures ou de mobilier sous cellophane devient une vanité. Une enseigne manuscrite devient une relique. Dans plusieurs images, nous avons l'impression qu'un environnement anonyme — Leonard étend son observation pour inclure East Harlem, Bedford-Stuyvesant et Crown Heights — s'apprête à disparaître. La culture matérielle d'une ville devient évanescente. Et où va cette matière ? Elle s'en va et retourne à l'ancienne version du monde dont elle est issue. Beaucoup des produits à bas prix vendus dans les boutiques du Lower East Side viennent d'ateliers clandestins de Chine et du Pakistan, passent finalement par des surplus d'autres pays pauvres d'Afrique ou d'Amérique centrale. Avec la grille d'images composée par Analogue, nous suivons les vêtements de seconde main de Brooklyn à la ville de Kampala en Ouganda où ils sont vendus en tant que nouveautés dans les magasins. »

Analogue est exposé pour la première fois en 2007 au Wexner Center for the Arts à Columbus et à la documenta 12 de Kassel. Vinrent ensuite des présentations à la Villa Arson (Nice) puis à la Dia at the Hispanic Society (New York). On a également pu voir l’œuvre au sein de la grande rétrospective consacrée à Zoe Leonard, d'abord au Fotomuseum Winterthur puis au musée national centre d'art Reina Sofía à Madrid, au MUMOK à Vienne et à la Pinakothek der Moderne à Munich.

## Expositions
Parmi les expositions les plus récentes : Serialities au Hauser & Wirth, You See I Am Here After All au Dia:Beacon (2009), Observation Point au Camden Arts Centre, Londres (2012), une exposition à la Chinati Foundation, Texas (2013-2014) et la Whitney Biennial (2014), pour laquelle Leonard remporte le prix Bucksbaum avec son œuvre 945 Madison Avenue.
En 2022, Zoe Leonard expose près de 300 photographies dans le cadre de l'exposition Al río / To the River au musée d'Art moderne de Paris. Cette exposition retrace le travail que la photographe a consacré depuis 2016 au Río Grande / Rio Bravo, le fleuve qui délimite la frontière entre les États-Unis et le Mexique, et a fortiori au mur construit sur une partie de la frontière. Ce projet documentaire rassemble près de 500 tirages, quasi exclusivement en noir et blanc et réalisés à l'argentique. À travers des séquences de plusieurs photographies, Zoe Leonard aborde les questions de contrôle, de liberté, de domination et de colonisation, tant de la nature par l’humain qu'entre les populations, qui sont au cœur de ce territoire,,.

### Principales expositions individuelles
- 2022
  - Al río / To the River, musée d'art moderne de Paris
- 2018
  - Survey, Whitney Museum, New York
- 2015
  - Analogue, MoMA, New York
- 2013
  - 100 North Nevill Street, Chinati Foundation, Marfa, TX
  - Observation Point, Camden Arts Centre, London
- 2009
  - Photographs, Museum Moderner Kunst Stiftung Ludwig Wien, Vienne
  - Photographs, Pinakothek der Moderne, Munich
- 2008
  - You See I am here after all, Dia:Beacon, New York
  - Derrotero, Dia at the Hispanic Society of America, New York
  - Photographs, Museo Nacional Centro de Arte Reina Sofia, Madrid
- 2007
  - Photographs, Fotomuseum Winterthur, Suisse
  - Analogue, Villa Arson, Nice — Wexner Center for the Arts, Columbus
- 2002
  - The Agency for Contemporary Art, Londres
- 1998
  - Centre national de la photographie, Paris
  - Strange Fruit, Philadelphia Museum of Art, Philadelphie
- 1997
  - Wiener Secession, Vienne
  - Kunsthalle Basel, Bâle
  - Strange Fruit, Museum of Contemporary Art, Miami